# Glendale, Mississippi
Glendale là một thành phố thuộc quận, tiểu bang Mississippi, Hoa Kỳ. Năm 2010, dân số của thành phố này là 1 657 người.

## Dân số
- Dân số năm 2000: người.
- Dân số năm 2010: 1 657 người.